# Giulio Cesare Colonna di Sciarra, I principe di Palestrina
Giulio Cesare Colonna di Sciarra, I principe di Palestrina (... – 1580), è stato un nobile italiano.
Fu investito principe di Palestrina da Papa Pio V che creò il principato il 10 luglio 1571.
Aveva sposato nel 1569 Artemisia di Nicolò Orsini, conte di Pitigliano ed ebbe da lei tre figli: 
- Francesco (1571-1636),
- Giacomo (m. 1597), rinunciò ai propri beni in favore del fratello nel 1593 e divenne abate commendatario di S. Pastore in Rieti,
- Cecilia.

L'investitura di Giulio Cesare Colonna a principe di Palestrina viene rievocata annualmente nella cittadina laziale con il corteo del palio di Sant'Agapito martire, che ricorda la consegna della bolla papale.